# Marco Romiti
Marco Romiti (Pollenza, 29 gennaio 1961) è un ex calciatore italiano, di ruolo attaccante.

## Carriera
Ha totalizzato 59 presenze (e 8 reti) in Serie B con la maglie di Sambenedettese e Taranto.
Significativa l'annata 1985-86 in cui raggiunse la propria migliore stagione realizzativa siglando 17 reti che gli valsero il titolo di capocannoniere del girone B.
Exploit bissato con il Campobasso nel 1987-88, Romiti mise a segno 15 reti risultando nuovamente capocannoniere della Serie C1, girone B.

## Palmarès

### Club

#### Competizioni nazionali
- Serie C1: 1

Sambenedettese: 1980-1981